# Tercera Guerra Púnica
La Tercera Guerra Púnica (llatí: Tertium Bellum Punicum) va ser la darrera de les guerres entre Cartago i la República Romana. Va ocórrer entre els anys 149 i 146 aC. Aquesta última guerra va ser un enfrontament molt menor comparat amb les dues anteriors i principalment va consistir en una sola acció principal, el setge de Cartago. Les conseqüències de la derrota de l'imperi cartaginès van significar la destrucció completa de la ciutat de Cartago, l'annexió de tot el territori restant de l'imperi cartaginès a Roma i la mort o l'esclavitud de la població cartaginesa.

## Antecedents
En els anys posteriors a la Segona Guerra Púnica, Roma es va dedicar a conquerir els estats hel·lenístics de la Mediterrània oriental: Regne de Macedònia, Il·líria i Síria van caure sota la seva influència, a més de la submissió de diversos pobles ibèrics. Cartago per la seva part va ser desposseïda de tots els seus dominis no africans i forçada a pagar la suma de 200 talents de plata anuals durant 50 anys.
Com a part del tractat de pau, Cartago no podia tenir una flota armada, tenien prohibit declarar la guerra sense permís romà i van haver de reconèixer la independència del regne de Numídia. Com a resultat d'això aquest regne va expandir el seu territori a costa dels cartaginesos, ja que els romans gairebé sempre van fallar a favor dels seus aliats númides en tota disputa exterior.
Una altra conseqüència d'aquest tractat de pau va ser que en no poder gastar les seves riqueses en guerres, els ciutadans de Cartago van optar a usar-lo en convertir la seva ciutat en un poderós i ric nucli comercial. Quan Cató el Vell la va visitar al 152 aC en comptes de veure una urbs empobrida va contemplar una ciutat enriquida gràcies al seu fructífer comerç, el que va portar a considerar Cartago com una amenaça. Segons Apià, Cató considerava que de permetre l'èxit econòmic de Cartago, algun dia aquesta tornaria a declarar-li la guerra a Roma. Per la qual cosa a partir d'aquest moment sempre acabava els seus discursos amb la frase "ceterum censeo Carthaginem esse delendam" (a més opino que Cartago ha de ser destruïda). Es va oposar a Publi Corneli Escipió Emilià Africà Menor, que estava a favor de no destruir Cartago, i que en general va convèncer el Senat Romà, degut entre altres coses a l'oposició del bàndol dels Escipions, que consideraven que si l'únic gran enemic de Roma era destruït, els romans caurien en una relaxació de costums que els conduiria a la seva pròpia decadència.
A això s'uneix estretament la competència comercial que representava Cartago per Roma, sobretot per l'aristocràcia latifundista de Campània pel que fa al comerç de vins i figues, la qual cosa va motivar que aquesta donés suport a Cató el Vell. Un altre factor va ser sens dubte l'explosió demogràfica soferta en aquest moment per la població romana, la qual cosa va exercir una forta pressió per aconseguir noves fonts d'alimentació, com les fèrtils terres de l'actual Tunísia.

## Inici de la guerra
L'any 151 aC Numídia va atacar el territori cartaginès, assetjant una ciutat d'ubicació desconeguda anomenada Oroscopa al 150 aC, el que va portar a la caiguda del govern proromà i la instal·lació d'un altre més militarista. Els fenicis van enviar una expedició militar al comandament d'Hasdrúbal el Boetarc que va ser derrotada i Cartago va ser forçada a pagar una nova indemnització, aquesta vegada als númides, just quan acabava d'acabar de pagar la contreta amb Roma (motiu pel qual havien donat per finalitzat el tractat amb Roma). El que va ser usat pel Senat romà com a casus belli per iniciar la guerra.
Sabent el que significava, els cartaginesos van condemnar a mort Hasdrúbal i els principals membres del partit militar, i es van enviar dues ambaixades per tractar de solucionar la situació. No obstant això, Roma no va acceptar les excuses cartagineses, i va declarar la guerra. En conseqüència, el govern cartaginès, en un intent de salvar la ciutat de la seva destrucció, va decidir rendir-se incondicionalment.
Es van lliurar 300 nens, fills dels principals dirigents de la ciutat, com a ostatges a canvi de garantir a Cartago la seva independència i el manteniment dels seus territoris, també com a condició s'havien de complir les decisions dels cònsols una vegada s'haguessin assentat aquests en sòl africà.
Quan l'exèrcit romà de més de 80.000 homes va desembarcar a Útica, Cartago es va passar al bàndol romà.
Els cònsols van exigir el lliurament de tota la flota i de les armes de setge de la ciutat, el que va complir immediatament. Els púnics van lliurar 200.000 equips individuals per soldats i 2.000 catapultes i balistes. Però quan es va donar com a nova exigència el trasllat de la ciutat fenícia a 15,4 km terra endins i la destrucció de la seva antiga localització els cartaginesos es van negar, ja que significava perdre el seu domini marítim i comercial juntament amb la seva identitat cultural, el que va donar començament al setge.
Els cartaginesos immediatament es van atrinxerar a la seva ciutat i van assassinar tots aquells considerats col·laboracionistes. Encara desarmada, Cartago estava envoltada per excel·lents fortificacions que permetrien la seva defensa als mateixos ciutadans àdhuc amb inferioritat numèrica i d'equip en relació als romans. Per tal de guanyar temps per fabricar armes, els cartaginesos van enviar una ambaixada als cònsols romans amb el pretext d'un armistici a fi de negociar amb el senat romà. L'armistici va ser rebutjat, però inexplicablement els romans no van procedir a assaltar immediatament la ciutat.
Gràcies a això, els cartaginesos van poder preparar-se per resistir el setge, fabricant armes dia i nit, construint màquines de guerra (les cordes es van preparar amb cabells donats per les dones) reforçant les muralles de la ciutat i amuntegant provisions en enorme quantitat. Hasdrúbal, que després de la seva condemna a mort va aconseguir escapar-se i formar un exèrcit propi que ocupava gairebé tot el territori cartaginès, va ser amnistiat i se li va implorar que ajudés a la ciutat, la qual cosa va acceptar immediatament. Increïblement els romans van continuar sense actuar i quan finalment van intentar assaltar la ciutat es van adonar que aquesta estava totalment llesta per defensar-se, la qual cosa va quedar comprovat quan van intentar assaltar l'urbs, sent rebutjats. Hasdrúbal va ordenar llavors crucificar a tots els presoners romans que van aconseguir capturar.

## El setge
Els primers dos anys de guerra, als romans els va resultar impossible prendre Cartago, ja que comptava amb enormes recursos, sòlides fortificacions i un gran exèrcit que impedia el seu aïllament total, continuant la seva activitat comercial per via marítima. Com que el setge es perllongava, els comandants romans van decidir permetre l'entrada al seu campament d'«elements de distracció»: prostitutes, comerciants, etc., el que va provocar una relaxació de la disciplina militar.
Finalment, entre els dirigents romans, molestos per la durada del setge, van decidir nomenar el net adoptiu d'Escipió l'Africà, Publi Corneli Escipió Emilià, cònsol i comandant suprem de l'exèrcit romà a l'Àfrica, l'any 147 aC La seva capacitat va quedar demostrada quan va resoldre el problema en la successió de Masinissa, dividint el poder entre els seus tres hereus.
Quan Escipió Emilià va prendre el comandament va expulsar els civils del campament romà, com les prostitutes i els comerciants, imposant de nou una dura disciplina. Gràcies a això va derrotar a Hasdrúbal en una gran batalla que va permetre l'aïllament complet dels assetjats per terra. La flota romana va assetjar massivament en el golf de Tunis, impedint la sortida de les naus cartagineses. Per primera vegada en el curs de la guerra, Cartago, durant l'hivern de l'any 147 aC, estava completament isolada del món exterior, cosa que va provocar la ràpida disminució de les seves reserves alimentàries, contribuint això a la propagació de malalties que van fer estralls entre la població de la ciutat.

## L'assalt final
Quan va arribar la primavera de l'any 146 aC la població cartaginesa estava tan afeblida per la fam i les malalties que els romans van decidir que era el moment d'assaltar la ciutat. Els romans van penetrar pel port travessant part de les muralles mitjançant una esquerda feta en aquestes per un dels seus ariets. A més, amb escales i construint una torre d'assalt a la muralla, van aconseguir entrar malgrat la forta resistència dels ciutadans. Després de prendre les muralles els legionaris van ocupar l'àgora de la ciutat on van passar la primera nit, els cartaginesos estaven massa debilitats com per contraatacar.
Després d'entrar a la ciutat, els romans van ser rebuts per una veritable pluja de llances, pedres, fletxes, espases i fins i tot teules que llançaven des de les teulades de casa seva. Els romans van haver de detenir la seva marxa i amb taulons, van passar d'habitatge en habitatge acabant amb els habitants de la ciutat, la majoria dels quals van lluitar fins a la mort. Durant sis dies amb les seves nits els romans i els cartaginesos van entaular una gran batalla urbana, el resultat anava afavorint als primers. L'objectiu de les legions era prendre completament la ciutat, finalitzant amb la captura de la ciutadella fortificada de Birsa, situada sobre el cim d'un turó escarpat, al cor de la ciutat, punt a on es dirigien els defensors en el seu continu retrocedir. Els romans avançaven demolint murs, obrint-se camí a través de muntanyes de ruïnes o passant pels sostres de les cases i els edificis. Les tropes d'Escipió van arrencar les plaques d'or dels temples sumant tot això a una gran destrucció.
Els últims supervivents de la batalla, uns 50.000, es van refugiar al temple d'Eshmun (Esculapi per als romans), situat a Birsa, amb la seva necròpolis sagrada. Allà, la major part dels púnics van pregar a Escipió que tingués clemència amb ells, fins i tot Hasdrúbal, qui havia aconseguit escapar després de la destrucció del seu exèrcit i dirigia la defensa de la ciutat. Escipió va prometre respectar les seves vides. Només van quedar al temple els desertors romans (prop d'un miler) sabent que serien executats, es van suïcidar, i també la dona d'Hasdrúbal, que vestida amb una túnica de gala, va insultar al seu marit i als romans dient: «vosaltres, que ens heu destruït a foc, a foc també sereu destruïts» i es va llançar a les flames del foc (hi ha versions que diuen que va apunyalar els seus fills i els va llançar amb ella al foc). Els desertors també es van sacrificar al mateix foc. Un cop això va ocórrer, el flegmàtic Escipió Emilià va començar a plorar, i va cridar en grec una frase de la Ilíada (llibre IV): «Arribarà un dia en què Ilió, la ciutat santa, morirà, en què moriran Príam i el seu poble, hàbil en el maneig de la llança». Quan l'historiador grec Polibi li va preguntar per què havia recitat aquells versos el general romà li va contestar: «Temo que algun dia algú haurà de citar-los veient cremar Roma».

## Destrucció de la ciutat de Cartago
Els supervivents van ser tots reduïts a l'esclavitud i la ciutat va ser totalment saquejada després de la seva presa, però, la major part es conservava encara en peus. Després de la caiguda de Cartago es va presentar al lloc una comissió del Senat romà per decidir què es faria amb ella. Segons els indicis, el mateix Escipió Emilià i alguns senadors eren partidaris que la ciutat es conservés, però la major part de la comissió es va posar de part de l'opinió que fos destruïda, segurament encara sota la influència dels desitjos del ja mort Cató el Vell. Per tant, la història oficial afirma que Escipió va ordenar a les legions destruir totalment la ciutat fins als fonaments i va fer que una arada marqués solcs sobre ella durant 17 dies i que fossin sembrats amb sal, perquè res tornés a créixer allà, encara que no hi ha constància que s'arribés a llançar sal realment. Més recentment aquesta darrera hipòtesi, la de la sembra de sal, ha estat refutada.
Les altres ciutats del nord d'Àfrica que donaren suport a Cartago en tot moment van córrer la mateixa sort. Les que es van rendir des del començament de la guerra, com Útica, van ser declarades lliures i van conservar els seus territoris. Les antigues possessions de Cartago van constituir la nova província romana d'Àfrica, descomptant alguns territoris lliurats als fills de Masinissa I com a premi per la seva ajuda a Roma durant la guerra.